# ピアノマスター
ピアノマスターは、河合楽器が販売している、鍵盤楽器練習のパソコン用ソフトウェア。楽譜が読めない人でも、一人で鍵盤楽器の練習ができることを目的としたソフトウェアである。

## 特徴
- PCとMIDI機器（電子ピアノやMIDIキーボードなど）をMIDIケーブルで接続することで、ソフト上に奏者の打鍵が伝わり、レッスンを受けることができるものである。
- オンラインでの利用が可能で、BBSやレッスン曲のリクエスト・投票などの機能がある。
- レッスン曲を追加する場合、インターネット環境があれば、当ソフトウェア上から（教則曲を中心に）ダウンロード可能。
- 同社がインターネット上で販売しているeスコア（電子楽譜）を購入しレッスン曲にすることもできる。先ほどのリクエスト曲はこのeスコアとなって有料で提供される予定のものである。
- MIDI形式の曲をインポートすることで、レッスン曲として利用できる場合もある。

## ダウンロード曲
以下は無料でレッスン曲に加えることができる（2009年現在）。
- バイエルピアノ教則（多数）
- チェルニー練習曲（多数）
- ブルクミュラー練習曲（アラベスク1曲のみ）

## バグ・不都合な仕様
- MIDI形式の曲をインポートした場合、打鍵がすべて反映されない場合がある。
- 専用のBBSで右クリックが使用できない（2009年現在）。